# It Wasn't Me
"It Wasn't Me" (Нисам био ја) је хит песма из 2000. године коју изводе реге извођач Шеги и Рикардо "Рикрок" Дусент.
Песма је базирана на једној реченици из филма Едија Марфија, Raw. Текст песме приказује једног човека (Рикардо Дусент) како пита другог шта да ради пошто га је девојка ухватила са другом женом. Шегијев савет је да порекне све са фразом "It wasn't me" (Нисам био ја), иако све докази указују на супротно.
Ова песма је била Шегијев први сингл који је достигао прво место у САД, што је учинио и његов следећи сингл, "Angel".